# Vianí
Vianí es un municipio colombiano del departamento de Cundinamarca, ubicado en la Provincia de Magdalena Centro, a 87 km de Bogotá.

## Toponimia

### Origen lingüístico[3]
- Familia lingüística: Indoeuropea
- Lengua: Gallego

### Significado
Vianí es variación de Viana, un apellido de origen gallego y navarro que en vasco se interpreta como "bosque", "arboleda". Para otro autores Vianí fue el nombre de un cacique de este lugar, que se dice que significa "cumbre de oro".

### Origen / Motivación
El nombre de la población le fue dado en homenaje al general Mateo Viana, autor de la ordenanza que lo creo como municipio y que en ese momento era el prefecto de La Mesa, Cundinamarca.

### Nombres históricos
- Valle de las Tapias (1743)
- Virginia (1848)

## Historia
En la época precolombina, el territorio del actual municipio de Vianí estuvo habitado por los bituimas, de la nación indígena panche. Se dice que Vianí fue el nombre de un cacique de este lugar que traduce «Cumbre de Oro», pero esta versión no es confirmada.
El lugar donde hoy está ubicado la población de Vianí se llamó Hacienda de las Tapias, que fue de propiedad de  Rosalía Millán de Bonilla, junto con su hijo Fernando Emiliano Bonilla Millán, quien era poseedor de unos predios en Bituima (lo que se conoce hoy como Vereda de El Volcán). Deseaba Fernando Emiliano Bonilla Millán fundar en estas tierras un nuevo poblado, en el sitio de Las Tapias. Se forma allí un caserío, alrededor de la Hacienda El Paraíso (la casona hoy se conserva estructuralmente igual). El nuevo caserío se llamó Virginia, lugar plano y de abundantes aguas, cómodo y atractivo. 
Por la buena amistad que sostenía con el prefecto de La Mesa, General Mateo Viana, se logra que este nuevo caserío se reconozca como municipio o distrito al que se le da el nombre de Vianí, mediante Ordenanza No 040 del 11 de noviembre de 1853. Se da poder al gobernador de ese entonces para que realice las providencias necesarias a fin de que en cada uno de los distritos existan las autoridades, edificios públicos y demás elementos propios para su conservación, existencia y mejora.
El primer cura párroco de Vianí fue el padre José Toribio Alfonso, en 1854, que a la vez lo era de Bituima. En 1859 se erigió la parroquia, de la que fue titular el presbítero Anacleto María Cruz. En 1892 había en el pueblo 9 casas de teja, 48 de paja y una de zinc. La primera iglesia, de una torre, a imitación colonial, fue derruida en 1962 casi toda, dejando solo la parte final, año en que el párroco Eliseo Ortiz González inició la construcción del actual templo de Nuestra Señora de la Candelaria, que pertenece a la Diócesis de Girardot.

## Geografía
- Extensión total: El área aproximada del municipio de Vianí es de 67.80 km², los cuales ocupan aproximadamente el 0.28 % del total del área del departamento de Cundinamarca.

- Temperatura media: 22 °C. El municipio goza de una posición favorable porque cuenta con todo los pisos térmicos, cálido, templado y frío, lo que ofrece grandes posibilidades en términos de diversificación de producción agrícola y en general, de utilización del suelo.

- Posición astronómica: El municipio de Vianí se localiza en el departamento de Cundinamarca, a 4 grados 53 minutos de latitud norte, 74 grados 34 minutos de longitud oeste del meridiano de Greenwich.

- Altitud de la cabecera municipal: 1489 m s. n. m.

### Límites del municipio
Vianí está delimitado por los siguientes municipios:
| Noroeste: Chaguaní                                 | Norte: Guaduas | Nordeste: Villeta, Bituima (Quebrada Guativa) |
| Oeste: Límite entre Chaguaní y San Juan de Rioseco |                | Este: Bituima                                 |
| Suroeste: San Juan de Rioseco.                     | Sur: Quipile   | Sureste: Bituima                              |

## División Político-Administrativa
Municipio conformado por su cabecera municipal y  13 veredas

#### Veredas
Manillas, Chucuma, Calambata, Cañadas, Gaute, Hatillo, Bulunda, Alto del Pueblo, Altagracia, Molino, Vianicito, Centro y Alto del Rosario.

## Turismo
- Antiguas Casas de Haciendas
- Salto del Chaleco
- Salto del Molino
- Cascada de la Bruja
- Cerro El Cone
- Fragmentos de Caminos Reales, en los cuales se desarrollan programas de agroturismo.

## Movilidad
Vianí se comunica con la Ruta Nacional 50A procedente de Bogotá por la localidad de Fontibón (Avenida Calle 13), pasando por hasta Albán y de su centro urbano municipal se pasa por Guayabal de Siquima y Bituima hasta el casco vianiceño al occidente. También se llega desde Puerto Bogotá (Guaduas) al norte y Girardot al sur por la RN 45 hasta el centro poblado Cambao de San Juan de Rioseco hasta el mismo casco urbano al oriente.

## Servicios públicos
- Energía Eléctrica: Enel, es la empresa prestadora del servicio de energía eléctrica.
- Gas Natural: Alcanos de Colombia es la empresa distribuidora y comercializadora de gas natural en el municipio.